# Уйрапуру (Гояс)
Уйрапуру (порт. Uirapuru) — муниципалитет в Бразилии, входит в штат Гояс. Составная часть мезорегиона Северо-запад штата Гойас. Входит в экономико-статистический микрорегион Сан-Мигел-ду-Арагуая. Население составляет 3087 человек на 2006 год. Занимает площадь 1153,472 км². Плотность населения — 2,7 чел./км².

## Статистика
- Валовой внутренний продукт на 2003 год составляет 20 487 063,00 реалов (данные: Бразильский институт географии и статистики).
- Валовой внутренний продукт на душу населения на 2003 год составляет 6679,84 реалов (данные: Бразильский институт географии и статистики).
- Индекс развития человеческого потенциала на 2000 год составляет 0,662 (данные: Программа развития ООН).